# Pegomya testacea
Pegomya testacea är en tvåvingeart som först beskrevs av De Geer 1776.  Pegomya testacea ingår i släktet Pegomya och familjen blomsterflugor.
Artens utbredningsområde är Sverige. Arten är reproducerande i Sverige. Inga underarter finns listade i Catalogue of Life.

## Bildgalleri

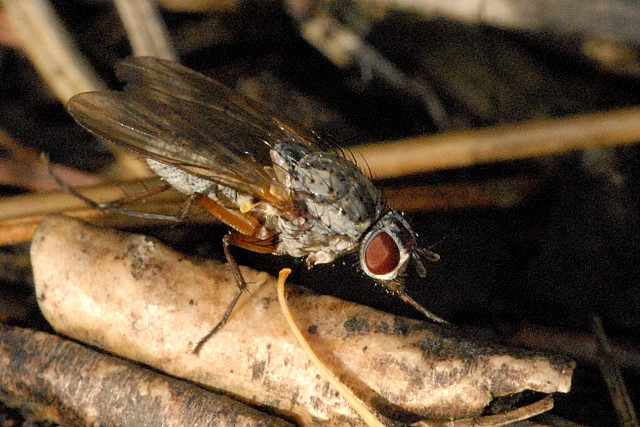
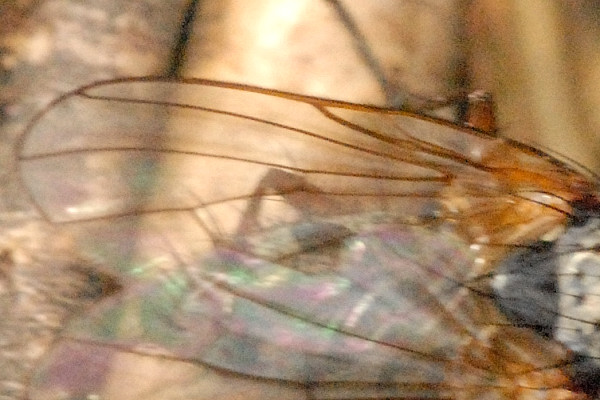
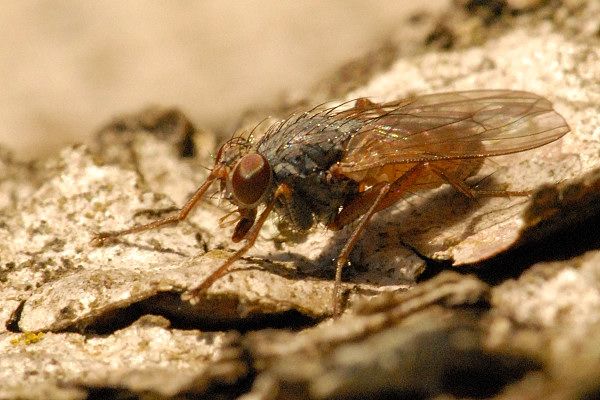